# Redcliffe Airport
Redcliffe Airport är en flygplats i Australien. Den ligger i kommunen Moreton Bay och delstaten Queensland, omkring 29 kilometer norr om delstatshuvudstaden Brisbane. Redcliffe Airport ligger 2 meter över havet.
Trakten är tätbefolkad. Närmaste större samhälle är Scarborough, nära Redcliffe Airport. 
Genomsnittlig årsnederbörd är 1 434 millimeter. Den regnigaste månaden är januari, med i genomsnitt 283 mm nederbörd, och den torraste är oktober, med 22 mm nederbörd.